# Tampere Open 2006
Il Tampere Open 2006 è stato un torneo di tennis facente parte della categoria ATP Challenger Series nell'ambito dell'ATP Challenger Series 2006. Il torneo si è giocato a Tampere in Finlandia dal 24 al 30 luglio 2006 su campi in terra rossa.

## Vincitori

### Singolare
Florian Mayer ha battuto in finale  Ernests Gulbis con il punteggio di 7–6(4), 2–6, 6–3

### Doppio
Thierry Ascione /  Édouard Roger-Vasselin hanno battuto in finale  Lauri Kiiski /  Tero Vilen con il punteggio di 5–7, 6–2, [12–10]